# تفكير سحري
التفكير السحري هو تفكير يشير إلى أن أفكار المرء يمكن أن تتسبب في حد ذاتها في حدوث آثار في العالم أو أن ذلك التفكير هو عبارة عن شيء ما يتوافق مع القيام بهذه الآثار. وهو نوع من الاستنتاج السببي أو المغالطة السببية، حيث يبحث عن علاقات ذات مغزى للظواهر المجمعة بين الأفعال والأحداث. في الدين والدين الشعبي والخرافة، تكون العلاقة المفترضة بين الطقوس الدينية مثل الصلاة أو التضحية أو مراعاة المحرمات والفائدة أو الجزاء المتوقع. وفي علم النفس الإكلينيكي، يكون التفكير السحري عبارة عن حالة تجعل المريض يعاني من الخوف غير المنطقي من القيام بأعمال معينة أو أن أفكارًا معينة تنتاب المريض لأنها تفترض وجود علاقة مع أفعالها والفواجع التهديدية لها.
«التفكير شبه السحري» يصف «الحالات التي يتصرف فيها الأشخاص كما لو أنهم يعتقدون بشكل خاطئ أن تصرفهم يؤثر على النتيجة، حتى ولو أنهم لا يحملون هذا الاعتقاد حقًا».

## التفكير الترافقي
عرف الباحثون النظريون البارزون إبان العصر الفيكتوري «التفكير الترافقي» (سمة مشتركة من سمات ممارسي السحر) كشكل مميز من أشكال اللاعقلانية. وكما هو الحال مع جميع أشكال التفكير السحري، فإن أفكار السببية القائمة على المرافقة والأفكار السببية القائمة على التشابه لا تحتاج إلى أن تنطوي على ممارسة السحر من قِبل الساحر. على سبيل المثال، رأى مذهب التوقيعات (doctrine of signatures)أن التشابه بين أجزاء النبات وأجزاء الجسم قد أوضح كفاءتها في علاج أمراض أجزاء الجسم هذه، وكان جزءًا من الطب الغربي. هذا التفكير القائم على الترافق هو مثال واضح للتطبيق البشري العام للتمثيلية الإرشادية.
وقد صاغ إدوارد تايلور مصطلح «التفكير الترافقي» واصفًا إياه بأنه تفكير ما قبل المنطقي، حيث تخلط فيه «حماقة الساحر» بين العلاقة المثالية والعلاقة الحقيقية. ويعتقد الساحر أن العناصر المرتبطة موضوعيًا يمكن أن تؤثر في بعضها البعض بحكم التشابه بينها. على سبيل المثال، وفقًا لرأي إي إي ايفانز بريتشارد، فإنه بين شعب أزاندي يقوم أعضاء القبيلة بتدليك أسنان التمساح على نباتات الموز للحصول على محصول مثمر. ولأن أسنان التمساح مقوسة (مثل الموز) وتنمو مرة أخرى إذا سقطت، يلاحظ شعب الأزاندي هذا التشابه ويرغبون في نقل هذه القدرة على التجدد إلى نبات الموز الخاص بهم. وبالنسبة لهم، يمثل التدليك وسيلة لنقل هذه القدرة.
وقد أسهب السير جيمس فريزر لاحقًا في شرح هذا المبدأ من خلال تقسيم السحر إلى فئات السحر «المُعدي» والسحر «المتشابه»، وكلاهما شكلان من أشكال السحر «المتجانس». ويقوم النوع الأول على قانون العدوى أو الاتصال، حيث يحتفظ فيه شيئان اتصلا ببعضهما البعض ذات مرة بهذه العلاقة ويكون لهما القدرة على التأثير على الأشياء الخاصة بهما، والمفترض ارتباطها ببعض، مثل إيذاء شخص عن طريق إيذاء خصلة من شعره. ويعمل السحر التشابهي استنادًا إلى الفرضية التي تقول إن «المتشابهات تتأثر ببعضها البعض» أو أن المرء يمكن أن ينقل سمات شيء متشابه إلى شيء آخر. ويعتقد فريزر أن هؤلاء الأفراد يعتقدون أن العالم بأسره يعمل وفقًا لهذه المبادئ التقليدية أو المثلية.
في كتاب التفكير البدائي (How Natives Think) (1925)، يصف لوسيان ليفي بريل فكرة مماثلة «للتمثيلات الجماعية» الصوفية. كذلك يعتبر فريزر التفكير السحري مختلفًا اختلافًا جوهريًا عن نمط التفكير الغربي. وأكد أنه في هذه التمثيلات، «يكون النشاط العقلي للأشخاص» البدائيين«مميزًا بدرجة قليلة للغاية، بما لا يسمح له النظر في أفكار أو صور لكائنات في حد ذاتها، بصرف النظر عن العواطف والمشاعر التي تثير تلك الأفكار أو التي تُثار بها.» ويوضح ليفي بوهل أن السكان الأصليين يحفظون عن ظهر قلب المغالطة المنطقية ما بعد ذلك حدث بسبب هذا، التي يلاحظ فيها الناس أن «س» يتبعها «ص»، وبالتالي تحدث «ص» بسبب «س». ويعتقد أن هذه مغالطة تم تأسيسها في الثقافة المحلية ويتم الالتزام بها بانتظام وبشكل متكرر.
وعلى الرغم من الرأي القائل بأن السحر هو أقل من أن يكون عقلانياً وينطوي على مفهوم أدنى من السببية، فقد اقترح كلود ليفي ستروس في كتابه: «الفكر البري»(1966)، أن الإجراءات السحرية فعالة نسبيا في ممارسة الرقابة على البيئة. وقد ولَّدت هذه الرؤية نظريات بديلة من التفكير السحري، مثل الأساليب الرمزية والنفسية، وخففت من التباين بين التفكير «المتعلم» والتفكير «البدائي»: «التفكير السحري لا يقل تميّيزاً لًنشاطنا الفكري الطبيعي عن ذاك الذي في الممارسات العلاجية للزانديين» 
.

## أشكال أخرى
يناقش كتاب السحر والعلم والدين (1954م)، لِعالِم الأنثروبولوجيا (برونسيلاف مالينوفسكي)، نوعاً آخر من التفكير السحري، الذي يعتقد أن الكلمات والأصوات لديها القدرة على التأثير بشكل مباشر على العالم.
هذا النوع من التفكير في تلبية الرغبة، يفضل أن لا يتم التكلم عنه بمعنى (إذا تحدثت عن الشيطان سوف يظهر لك) أي استخدام عبارات بطرق مجملة (لطيفة) عوضا ًعن عبارات حقيقيه، أوالأعتقاد بأنك إذا علمت الاسم الحقيقي لشيء معين سيمكنك ذلك من السيطرة عليه، أوعن طريق استخدام تراتيل وصلوات معينة أوعبارات غامضة تخولك لإحداث تغيرات فيزيولوجية ملموسة في ذلك الشيء المراد التأثير علية وبالتالي يؤدي ذلك إلى التأثير على العالم من حولك، وبشكل أعم نستطيع القول أن التفكير السحري ينص على أخذ رمز أو شيء ملموس لا على التعيين ووإعطائه اسم معين لشخص ما تريد التأثير عليه أو أي شيء لتمثيل هوية ذلك الشخص.
يعتقد سيغموند فرويد بأن التفكير السحري يتم إنتاجة أو خلقة من خلال عوامل تنموية معرفية
وكما وصف ممارسي السحر بأنهم يعرضون قدراتهم ويظهرونها على العالم من حولهم بمراحل تشبه مراحل نمو الطفل منذ أن يبدأ الطفل بالمشي إلى أن يصبح بسن يؤهله لدخول المدرسة.
غالبا ما يرتبط الطفل بالعالم الخارجي المحيط به من خلال الوعي الداخلي الذي يمتلكه مثل (إنها تمطر لأني حزين).

## المذهب الرمزي للسحر
نظرية أخرى للتفكير السحري هي النظرية الرمزية. كبار المفكرين لهذا الصنف، من بينهم ستانلي جياراجا تامبيه، يعتقدون أن السحر تعبيري أكثر من كونه ذو دور فعال.
على العكس تماماً من التفكير التقليدي لفرازر، تامبيه يؤكد أن استخدامات السحر مجرد مقارنات للتعبير عن الحالة المرغوبة، على شاكلة الكناية والاستعارة.
هذا التفسير يفرض سؤالاً هاماً هو كيف لمجرد رموز أن تتمكن من توليد آثار مادية.
أحد الإجابات المحتملة تكمن في مفهوم جون لانجشو أوستن لـ «التأدية»، والذي فيه طريقة قول شيء ما هي التي تجعله حقيقة، كما في الطقوس الافتتاحية أو طقوس الزواج.
نظريات أخرى تفترض أن السحر فعال لأن الرموز قادرة على تغيير الحالات النفسية والجسدية الداخلية.
يزعمون أن عملية التعبير عن القلق أو الرغبة يكمن فيه الإصلاح بحد ذاته

## الوظائف النفسية للسحر

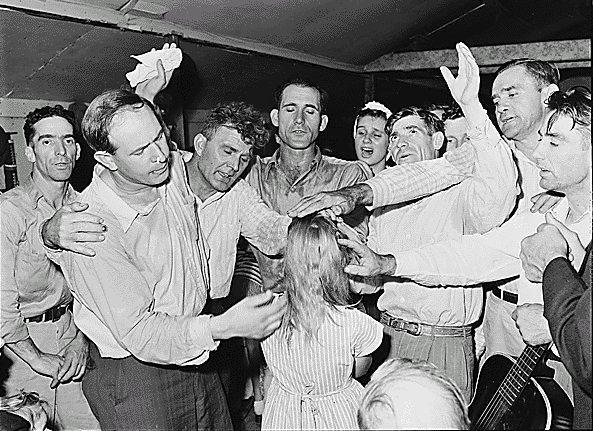
طقوس العلاج (بوضع الأيدي).

يؤمن بعض العلماء بفعالية السحر من الناحية النفسية، ويستقدمون أثر الغُفْل (الشفاء بالدواء الوهمي) والأمراض الجسدية النفسية المنشأ وغيرها كشواهد على ذلك، وبشكل مشابه للمثال الأساسي حول كيفية استهلاك الوظائف العقلية لطاقة أجسادنا، يقترح روبن هورتن (Robin Horton) أن إحاطة عملية الشفاء بالممارسات السحرية والانخراط بها يمكن أن يخفف القلق، الأمر الذي قد يكون له تأثيرٌ فيزيائي إيجابي مُعْتدّ به.
وتلعب مثل هكذا تأثيرات، وفي ظل غياب رعاية صحية متقدمة، دوراً كبيراً نسبياً، وهذا يساعد في تفسير سبب استمرارية وشعبية هكذا ممارسات.
وتلجأ العامة، وفقاً لنظريات تخفيف القلق والسيطرة عليه، إلى المعتقدات السحرية عند الشعور بعدم اليقين وعند وجود خطر محتمل مع قليل مما يمكن فعله تجاهه.
ولدعم النظرية القائلة بأن «السحر يستخدم لإعادة الشعور بالسيطرة» أظهرت الأبحاث أن التضرع بالسلوكيات الخرافية يكون أكثر تواتراً في حالات الإجهاد الشديدة، وخاصة من قبل أشخاص ذوي جموح أكبر نحو السيطرة. إنّ السبب الآخر الكامن للمثابرة على الممارسات السحرية هو أنّ هذه الممارسات تحثُّ على استعمالهم (فائدتهم) الخاصة من خلال خلق شعور بانعدام الأمان بل وأكثر من ذلك إلى إعلان أنفسهم كاحتياطات وقائية.
يقترح بوير ولينارد أنه في ممارسات الاضطراب الوسواسي القهري -كنموذج تحليلي ممكن للتفكير السحري- يتغير التركيز إلى المستوى الأقل من الإيماءات وهذا يؤدي إلى تخفيض مستوى الطموح.
و على سبيل المثال، فإنّ الممارسة النظيفة (الصحيحة) الهاجسية - الإجبارية ربما تعطي أهمية كبيرة للعرض والإشراف وعدد المسحات المستخدمة في تنطيف السطح.
يصبح الهدف أقل أهمية من الأعمال المهيأة لإنجاز الهدف، وبتضمين أنّه يمكن للممارسات السحرية أن تدوم دون فعالية لأنّ المغزى يضيع ضمن العمل. ّ

## المذهب المتعلق بعلم الظواهر (الظاهراتي)
يحاول آرييل غلوكليتش (Ariel Glucklich) أن يفهم السحر من منظور شخصي، في محاولة لفهم السحر على مستوى ذو أساس تجريبي وظاهراتي (متعلق بعلم الظواهر)، ويسعى غلوكليتش إلى وصف الموقف الذي يشعر به ممارسي السحر والذي يسميه «الوعي السحري» أو «الخبرة السحرية». ويفسر وصفه هذا بأنه مبني على «الوعي للعلاقة المتبادلة بين جميع الأشياء في العالم بوسائل مبسطة لكنها ذات إدراك حسي نقي».
ولدينا نموذج ظاهري آخر وهو النموذج الخاص بجلبرت لويس (Gilbert Lewis)، وينص على أن «العادة غافلة». ويؤمن أن ممارسي لا يفكرون بصوغ نظرية تُفسّر أفعالهم أكثر من محاولة الشخص العادي الإحاطة بآليات تأثير مستحضر الأسبرين الدوائي. ولمحاولة شرح ذلك نقول: إن الشخص العادي عندما يتناول الأسبرين، فإنه لا يعلم الكيفية الكيميائية لقيام الدواء بوظيفته، فيتناول الحبة مفترضاً أن هناك دليلاً على نجاعته.
وبشكل مشابه لهذا؛ فإن العديد من الذين ينتفعون بالسحر يقومون بفعلهم هذا دون أي شعور بالحاجة لفهم النظرية السببية وراءه.

## الخلاف الاصطلاحي
يؤكد روبن هورتون (Robin Horton) على أن الفرق بين تفكير العامة الغربيين واللاغربيين إنما هو «لفظي» بالدرجة الأولى. ويجزم بأن كلا الثقافتين توظف ذات الحس العرفي العملي، وأن كلاً من العلم والسحر يعتبران طرقاً تستخدمها العامة لتقصي النظريات، ولتقصي ماذا يحدث وارء المنطق الأساسي، مع ذلك؛ تستحوذ الثقافات اللاغربية على مصطلح السحر والمظاهر الروحية ولذا تتحول إلى مسمى ممارسات سحرية أو خبير في ذلك المصطلح.
ويرى هورتون أن كلا الثقافتين الغربية والأصلية تمتلك ذات المنطق والحس العرفي، ولكنهما وببساطة، تختلفان بالمصطلحات الوجودية، والتي تساهم على ما يبدو بممارسات لا منطقية في كل من القسمين. ويشرح: «أرضيات العاميّ لقبول النماذج المقترحة من قبل العلماء لا تختلف عن أرضية الشاب الإفريقي المزارع لقبول النماذج المقترحة من قبل من يكبره سناً». على غرار ذلك، يقول مايكل براون إن أغوارونا (بالإنجليزية: Aguaruna)‏ بيرو تجعلنا نعتقد أن السحر مجرد نوع من التكنولوجيا الخارقة أكثر من كونه أداة مادية. ويقول إن أغوارونا تستخدم السحر بطريقة محددة جدا، على سبيل المثال إن التفكير السحري كما يبدو لبراون يشبه رمي الأحجار السحرية التي لاحظ أنها غير فعالة وغير مجدية
هذه النظريات تميل إلى طمس الخطوط الفاصلة بين السحر والعلم والدين، مؤكدة أوجه التشابه بين الممارسات السحرية والفنية والروحية. مع أن براون يميل إلى افتراض أن السحر غير موجود.

## الخلاف الجوهري
هناك نظرية واحدة تصف الفرق الجوهري وهي المتعلقة بالمجتمع المنفتح مقابل المنغلق، ويصفها هورتون على أنها من الاختلافات المفتاحية بين الفكر التقليدي والعلم الغربي، ويقترح أن الرؤية العالمية العلمية مميزة ومتباينة عن مثيلتها السحرية بفضل المنهج العلمي والشكوكية، الأمر الذي يقتضي القدرة على إثبات خطأ أي فرضية علمية.
وبخصوص الشعوب الأصلية يقيّد التالي: «لا يوجد أي وعي متطور لبدائل عن الصيغة الأساسية للنصوص النظرية». ويشير إلى إمكانية فهم جميع الفروقات الأخرى بين الفكر الغربي والتقليدي على أنها نتيجة لهذا العامل، لأنه ليس هناك أي بدائل في المجتمعات القائمة على الفكر السحري حيث إن نظرية ما لا تحتاج لمحاكمة موضوعية للجزم بصلاحيتها.

## في الأطفال
يكون التفكير السحري هو المسيطر غالباً في فترة الطفولة بين عمر 2-7 سنوات، خلال هذه الفترة، يظن الأطفال بشدة أن لتفكيرهم الخاص تأثير مباشر على بقية العالم، لذلك إذا مروا بتجربة حزينة لا يستطيعون فهمها، مثل الموت، عقلهم سوف يختلق سبب ليشعر بالمسؤولية، جان بياجيه (Jean Piaget)، وهو مختص بعلم النفس التنموي، خرج لنا بنظرية ذات أربع مراحل تطورية. الأطفال بين عمر 2-7 سنوات سيصنفون وفقاً لنظريته، في مرحلة ماقبل العملاتية للنمو، خلال هذه المرحلة يكون الأطفال غير قادرين على استخدام التفكير المنطقي، تفكير الأطفال خاضع لسيطرة تصورات الخصائص الفيزيائية (الحسية)، ذلك يعني أنه إذا أخبرنا الأطفال بأن حيوان العائلة الأليف قد مات، عندئذٍ فإن الأطفال سيجدون صعوبة في فهم أن الكلب لم يعد موجود أبداً .
التفكير السحري سيكون موجود هنا، لأن الأطفال ربما يعتقدون أن غياب الكلب سيكون مؤقت، عقولهم الصغيرة في هذه المرحلة لن تفهم الموت باعتباره النهاية، والتفكير السحري هو من سيسد الفجوة .

### الأطفال الحزينون
الأطفال الذين لديهم تفكير سحري، غالباً يشعرون أنهم مسؤولون عن الحادث أو الحوادث التي تظهر، أو أنهم قادرون ببساطة على عكس ما حدث بواسطة التفكير فيه وتمني التغيير.
التظاهر والخيال، هما جزء لا يتجزأ من هذه المرحلة العمرية، وغالباً يستخدما من أجل تفسير غير المفسَر.
وفقاً لبياجيه، الأطفال في هذه المجموعة العمرية هم غالباً ذوو نظرة ذاتية، يعتقدون أن مايشعرون به ويجربونه، هو نفسه مايشعر به ويجربه كل شخص آخر.
في هذه المرحلة، أيضاً، يوجد غالباً نقص في الفهم لذلك ربما يوجد تفسيرات أخرى للأحداث بعيداً عما فهموه. ما يحدث بشكل غير مفهوم لهم، يحتاج أن يُفسر بواسطة ما كانوا يعرفونه مسبقاً، بسبب عدم قدرتهم أن يفهموا بشكل كامل المفاهيم المجردة.
تم العثور على التفكير السحري بشكل خاص في تفسيرات الطفل لتجارب الموت، سواءً كانت وفاة أحد أفراد الأسرة أو الحيوانات الأليفة، أو مرضهم الخاص أو أنهم على وشك الموت. هذه التجارب هي في كثير من الأحيان جديدة على طفل صغير، حيث ليس لديه خبرة لإعطاء فهم تداعيات هذا الحدث.
الأطفال قد يشعرون بأنهم مسؤولون عما حدث، ببساطة لأنهم كانوا غاضبين من الشخص الذي توفي، أو ربما لأنهم لعبوا مع الحيوانات الأليفة بفظاظة جداً، قد يكون هناك أيضا فكرة أنه إذا كان الطفل يرغب بشدة كافية، أو فقط يؤدي الدور «الصحيح»، فإن الشخص أو الحيوان الأليف قد يختار أن يعود، وألا يكون ميتاً أكثر من ذلك.
وعند النظر في مرضهم الخاص أو موتهم الوشيك، قد يشعر بعض الأطفال أنهم يتعرضون لعقاب لفعل شيء خاطئ، أو عدم فعل شيء ما ينبغي عليهم أن يفعلوه، ولذلك أصبحوا مرضى، وإذا كانت أفكار الطفل عن حدث غير صحيحة بسبب تفكيرهم السحري، فإن هناك احتمال أن الاستنتاجات التي يصنعها الطفل يمكن أن تؤدي إلى معتقدات وسلوكيات طويلة الأمد التي تخلق صعوبة (مشكلة) بالنسبة للطفل عندما ينضج.